# كلية العلوم بقفصة
كلية العلوم بقفصة هي إحدى المؤسسات العليا التابعة لجامعة قفصة. وقد أنشئت عام 2000. في أفريل 2020، قام أساتذة وطلبة الكلية بالتعاون مع جمعية قفصة الجميلة باطلاق مبادرة تتمثل في صنع كميات من الجال للتوقي من فيروس كورونا وتم توزيعه مجانا على مختلف المستشفيات بالجهة وايضا على أعوان قوات الأمن الداخلي والتدخل. هذه المبادرة في إطار معاضدة الجهود الوطنية للتصدي والتوقي من انتشار فيروس كورونا وتمت عمليات التصنيع في مخابر الكلية بإشراف الإساتذة الجامعيين والإدارة.

## إحصائيات
طبقا لإحصائيات العام الدراسي 2007-2008 بلغ عدد طلبة كلية العلوم بقفصة: 5493 من بينهم 2737 طالبة أي حوالي نصف العدد الجملي للطلبة.

## أقسامها
تضم كلية العلوم بقفصة 8 أقسام، هي:
1. قسم الرياضيات ؛
2. قسم الإعلامية؛
3. قسم الفيزياء؛
4. قسم الكيمياء؛
5. قسم علوم الأرض؛
6. قسم علوم الحياة؛
7. قسم الشعب التكنولوجية؛
8. قسم التعلم عن بعد .

## وصلة خارجية
- موقع كلية العلوم بقفصة.